# Xeuilley
Xeuilley ist eine französische Gemeinde mit 962 Einwohnern (Stand 1. Januar 2022) im Département Meurthe-et-Moselle in der Region Grand Est (bis 2015 Lothringen). Sie gehört zum Arrondissement Nancy und zum Gemeindeverband Moselle et Madon.

## Geografie
Die Gemeinde Xeuilley im Norden der Landschaft Saintois liegt am unteren Madon, fünf Kilometer vor dessen Mündung in die Mosel und 15 Kilometer südlich von Nancy.
Das 7,37 km² umfassende Gemeindegebiet erstreckt sich vom linken Ufer des Flusses Madon, der die Grenze zur Gemeinde Frolois bildet, in Richtung Südwesten über die Mulden der Madon-Nebenflüsse Ruisseau des Grandes Côtes und Ruisseau de Lac und die an den Rändern der Mulden ansteigenden Hügel. Auf einem solchen Hügel liegt der Ortskern Xeuilleys sehr markant über dem Madontal, sodass die Kirche weithin sichtbar ist. Das Gemeindegebiet wird größtenteils von Ackerland geprägt, lediglich im Südosten liegt ein ca. 35 ha großes Waldgebiet, was einem Anteil von nur 5 % an der Gesamtfläche entspricht. Nachbargemeinden von Xeuilley sind Bainville-sur-Madon im Norden, Frolois im Nordosten, Pierreville im Südosten, Houdelmont im Süden, Thélod im Südwesten sowie Marthemont im Westen.

## Geschichte
Urkundlich belegt ist das Dorf Xeuilley erstmals im Jahr 1051 als capella de Xuylleio. Weitere frühe Namen waren Cheuliaco und Cheulaio (1065). Die Kirche Saint-Rémy in Xeuilley wurde im 19. Jahrhundert errichtet.

### Bevölkerungsentwicklung
| Jahr      | 1962 | 1968 | 1975 | 1982 | 1990 | 1999 | 2006 | 2012 | 2022 |
| Einwohner | 728  | 736  | 647  | 693  | 779  | 755  | 764  | 770  | 962  |

Im Jahr 1800 wurde mit 209 Bewohnern die bisher geringste Einwohnerzahl ermittelt. Die Zahlen basieren auf den Daten von cassini.ehess und INSEE.

## Wirtschaft und Infrastruktur
Ein Teil der Einwohner von Xeuilley ist in der Landwirtschaft beschäftigt. In der Gemeinde sind fünf Landwirtschaftsbetriebe ansässig (hauptsächlich Rinderzucht). Im Ort sind darüber hinaus kleine Handwerks- und Dienstleistungsbetriebe ansässig. Seit über 100 Jahren wird in Xeuilley Zement hergestellt. Größter Arbeitgeber in Xeuilley ist auch heute noch das am Madon gelegene Zementwerk, das seit 1965 zur Vicat-Gruppe gehört, dessen Gründer der Sohn des Erfinders Louis-Joseph Vicat war.
Xeuilley ist Schulstandort (l’école primaire & maternelle Fisson Pierre) auch für umliegende Gemeinden.

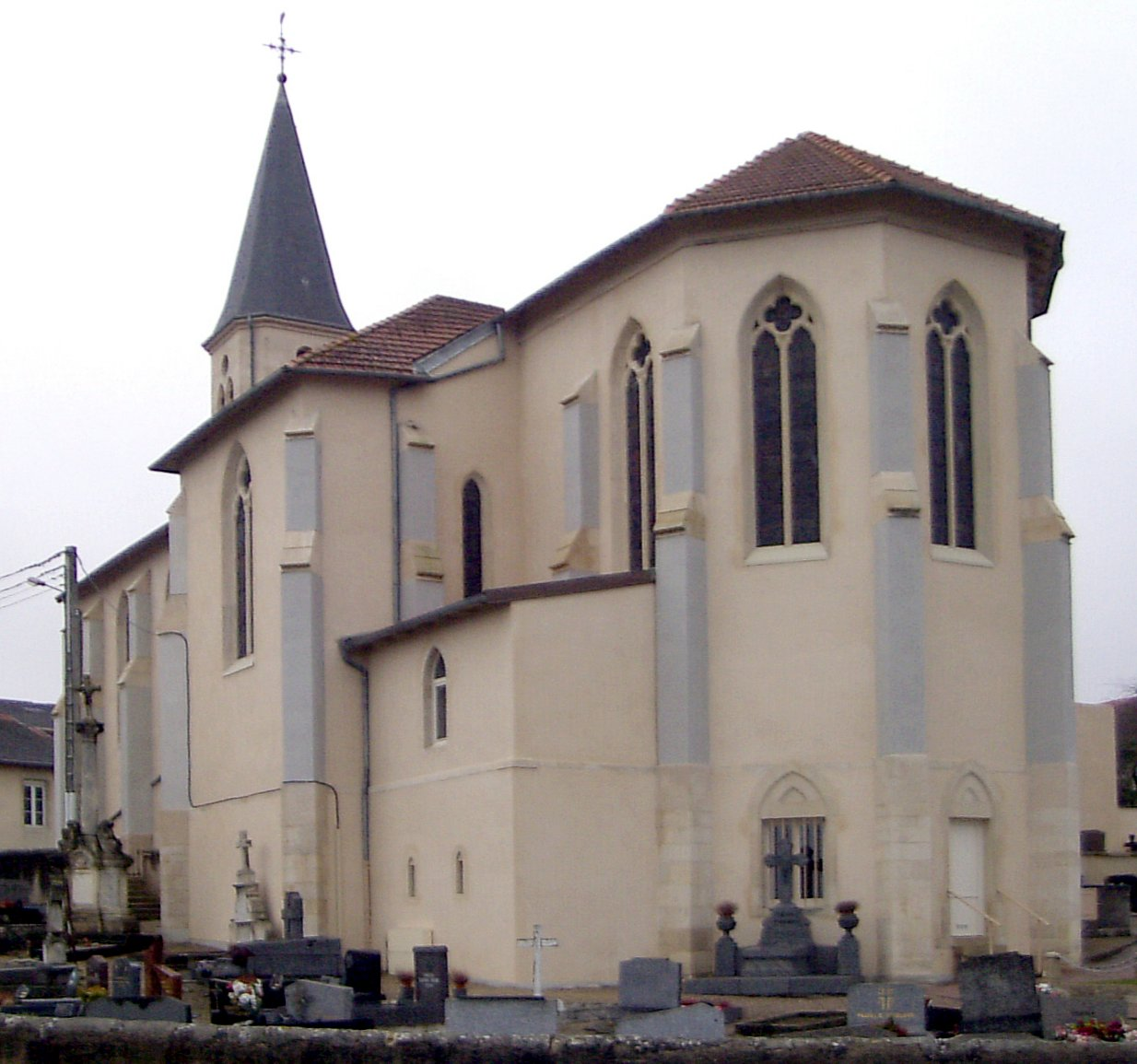
Kirche Xeuilley, Schiffseite

Die Gemeinde Xeuilley ist über Départementsstraßen mit den Nachbargemeinden verbunden. Unmittelbar nördlich der Gemeinde besteht Anschluss an die Schnellstraße Neufchâteau-Ludres (D 331), die ihrerseits an die Autoroute A330 nach Nancy anbindet. Der Bahnhof Xeuilley liegt an der Bahnlinie Nancy–Mirecourt–Merrey, die vom Verkehrsunternehmen TER Grand Est betrieben wird.

## Belege
1. ↑  Xeuilley auf cassini.ehess
2. ↑  Xeuilley auf INSEE
3. ↑  Landwirtschaftsbetriebe auf annuaire-mairie.fr (französisch)